# ويلهلم أونغر
ويلهلم أونغر (بالألمانية: Wilhelm Unger)‏ هو مؤلف وكاتب ألماني، ولد في 4 يونيو 1904 في Inowrocław ‏ في بولندا، وتوفي في 9 ديسمبر 1985 في كولونيا في ألمانيا.